# Otto von Hoffmann (homme politique)
Pour les articles homonymes, voir Hoffmann.
Franz Otto Theodor Hoffmann, depuis 1883 von Hoffmann (né le 21 septembre 1833 à Wriezen et mort le 21 septembre 1905 à Berlin) est un avocat administratif prussien.

## Biographie
Hoffmann étudie le droit et entre au service judiciaire en 1854 dans le district de la cour d'appel de Stettin (de) en tant qu'auscultateur. Il commence sa carrière dans l'administration prussienne en 1856 comme stagiaire du gouvernement à Stettin. À partir de 1859, il travaille comme assistant du gouvernement et ouvrier non qualifié au ministère des Finances, en 1868 comme conseiller du gouvernement, en 1869 comme conseiller financier secret, en 1872 comme conseiller financier principal secret.
Pendant la guerre austro-prussienne, il combat en tant que premier lieutenant dans la Landwehr et reçoit l'ordre de l'Aigle rouge de 4e classe avec épées.
Le 4 août 1876, il est nommé président du district de Dantzig et, en 1878, président de district d'Aix-la-Chapelle. Par diplôme royal du 30 juillet 1883, il est élevé à la pairie prussienne héréditaire. Enfin, en 1892, il est nommé président de l'administration principale prussienne des dettes publiques (en tant que successeur de Friedrich Hermann Sydow, avec le titre de vrai conseiller privé et avec le titre d'excellence) et à partir de 1900 de l'administration de la dette du Reich. Il occupe ce poste jusqu'à sa mort.
Hoffmann décède en 1905 le jour de son 72e anniversaire à Berlin et est enterré dans l'ancien cimetière Saint-Matthieu à Schöneberg. Au cours du nivellement du cimetière réalisé par les nationaux-socialistes en 1938/1939, les restes d'Hoffmann sont réinhumés au cimetière de Stahnsdorf près de Berlin.
Hoffmann est marié à Johanna Schütte (née en 1853) depuis 1873; le mariage produit huit enfants, dont le capitaine de la marine Otto von Hoffmann (1880-1958).

## Publications
- Die preußische Hauptverwaltung der Staatsschulden vom Jahre 1820 bis 1895, urkundlich dargestellt. Berlin 1896.